# Diangounté
Diangounté fou una regió del centre-Nord-est de Kaarta, limitada a l'est per la corba (bucle) del Baoulé, al sud pel riu Baoule, al nord per Kingui (Nioro) i a l'oest per la província de Sorma, una de les tres del país de Diombokho. La capital tradicional era Diangounté-Camara.
Els anys 1870 Ahmadu Moktar, fill d'Ahmadu de Ségou, fou nomenat rei vassall a Diangounté, amb seua Diangounté. La regió va passar a França amb la conquesta de Kaarta (finals de 1890 i començament de 1891) i el 1891 fou inclosa al cercle de Kita.